# Inga Bejer Engh

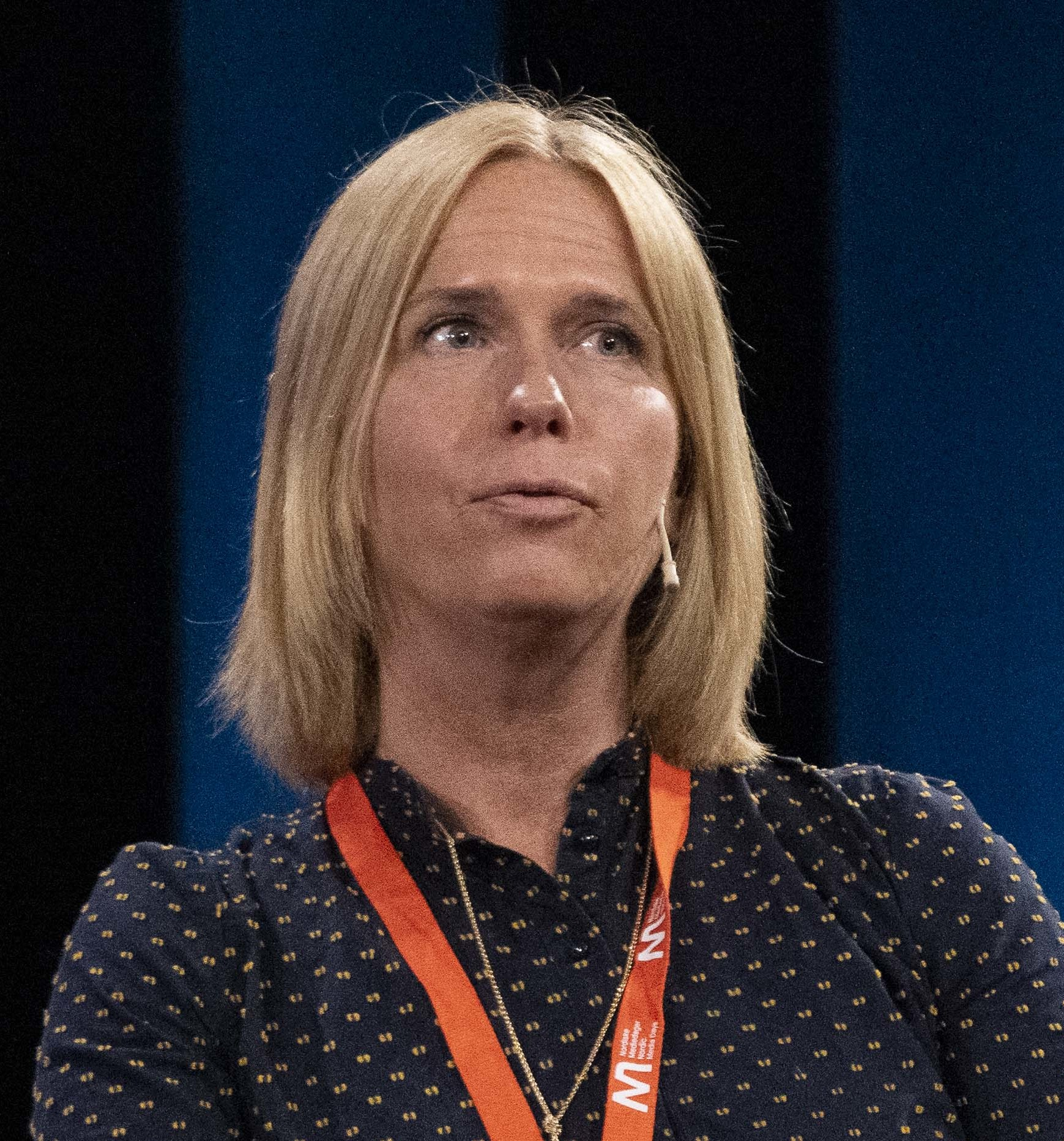
Inga Bejer Engh

Inga Bejer Engh (* 31. Dezember 1970) ist eine norwegische Staatsanwältin. 

## Karriere
Nach ihrem Jurastudium in Norwegen arbeitete sie von 1997 an für die Vereinten Nationen auf dem Gebiet des Internationalen Rechts in New York. Bevor sie im Alter von 32 Jahren zur Staatsanwältin berufen wurde, arbeitete sie am Gericht ihrer Heimatstadt Drammen, am Osloer Strafgericht und an der Polizeikammer von Asker und Bærum. Seit 2002 ist sie Staatsanwältin in Oslo, sie war u. a. Anklägerin im Prozess gegen den norwegischen Neonazi Tore Tvedt, der im Prozess gegen Anders Behring Breivik als Zeuge gehört werden wird. 
International bekannt wurde sie durch die Übernahme der Anklage im Prozess gegen Anders Behring Breivik, den Täter der Anschläge in Norwegen 2011. Die Anklage gegen Breivik vertrat außer ihr noch ihr Kollege Svein Holden. Durch ihre Rolle im Kreuzverhör mit dem Angeklagten erlangte sie Bekanntheit weit über Norwegen hinaus. Da es umstritten ist, inwieweit es gegenüber den Opfern verantwortbar ist, dem Angeklagten Raum für vermutliche Propaganda zu geben, stand die Arbeit der beiden Staatsanwälte in diesem Prozess unter genauer auch internationaler Beobachtung. Engh erklärte, den Fall ohne Zögern angenommen zu haben.

## Privat
Engh ist verheiratet und Mutter zweier Söhne, sie lebt in Drammen.